# Diga di Akgedik
La diga d'Akgedik è una diga della Turchia. La diga di Geyik che è più vecchia si trova a monte sul corso del fiume Sarıçay. Queste due dighe si trovano a monte della città di Milas. La diga si trova nella provincia di Muğla.